# Vid
 Ovo je glavno značenje pojma Vid. Za druga značenja pogledajte Vid (razdvojba).
Vid je jedan od pet osjeta kojemu je organ oko, a pomoću kojega primjećujemo, razaznajemo svjetlo, boje, oblike i udaljenosti.
Oko se sastoji od očne jabučice i očnog živca. U očnoj jabučici se nalazi i mrežnica koju čine fotoreceptori, sinoptički povezani u niti očnog živca. Kada svjetlost prolazi kroz leću i zjenicu, dolazi do mrežnice koja reflektira obrnutu sliku onog što gledamo. Mrežnicu čine štapići koji su osjetljivi na intenzitet svjetlosti, i čunjići koji su osjetljivi na tri osnovne boje: crvenu, zelenu i modru. Ti čunjići mogu biti podraženi u različitom broju odnosa, pa tako možemo vidjeti i ostale boje. Kada svjetlosne zrake pokrenu biokemijske reakcije u štapićima i čunjićima, stvaraju se receptorski potencijali koji se živčanim vlaknima i vidnim živcima prenose u vidno područje mozga koje interpretira primljene živčane impulse.
Mozak iz oba oka dobiva obrnutu sliku nego što ona zapravo jest, pa je on usklađuje u sliku kakva je u stvarnosti.

## Poremećaji vida
- kratkovidnost (miopija)
- dalekovidnost (hiperopija)
- astigmatizam - refrakcijska vidna anomalija, ametropija uvjetovana razlikama u zaobljenosti refraktornih površina, a njezina je posljedica loše fokusiranje slike na mrežnici.
- sljepilo za boje (daltonizam)
- ambliopija (slabovidnost)
- smanjena vidna oštrina
- Gubitak centralnog vida – Gubitak centralnog vida stvara zamućenje ili slijepu točku, ali postranično (periferno) vid ostaje netaknut. To čini poteškoće za čitanje, prepoznavanje lica i razlikovanje većine detalja u daljini. Međutim, kretanje je obično očuvano zato što je periferni vid očuvan.
- Gubitak perifernog (postraničnog) vida – Tipično je za gubitak perifernog vida nemogućnost razlikovanja bilo čega s jedne ili s obje strane ili iznad ili ispod razine oka. Centralni vid ostaje, ali moguće je gledati samo ravno. Tipično, gubitak perifernog vida može utjecati na kretanje i ako je težak može usporiti brzinu čitanja kao rezultat viđenja samo nekoliko riječi odjednom. Za ovo se katkad kaže kao gledanje kroz cijev.
- Zamućen vid – Uzrokuje da se bliske i daleke stvari čine nefokusirane, čak s najboljim mogućim konvencionalnim korekcijama slike.
- Generalizirana izmaglica –  uzrokuje osjećaj blještanja koji se može proširiti preko cijelog vidnog polja.
- Ekstremna osjetljivost na svjetlo – Ekstremna osjetljivost na svijetlo postoji kada standardne razine osvjetljenja preplave vidni sustav, stvaranje blijedih slika ili onesposobljenost blještavilom. Osobe s ekstremnom osjetljivošću na svijetlo mogu zapravo osjećati bol ili neugodu kod relativno normalnog osvjetljenja.
- Noćna sljepoća – rezultira nemogućnošću gledanja po noći osvijetljenoj zvijezdama ili mjesecom, ili u slabo osvijetljenim prostorima kao što su kina ili restorani.